# Thủy đạc học

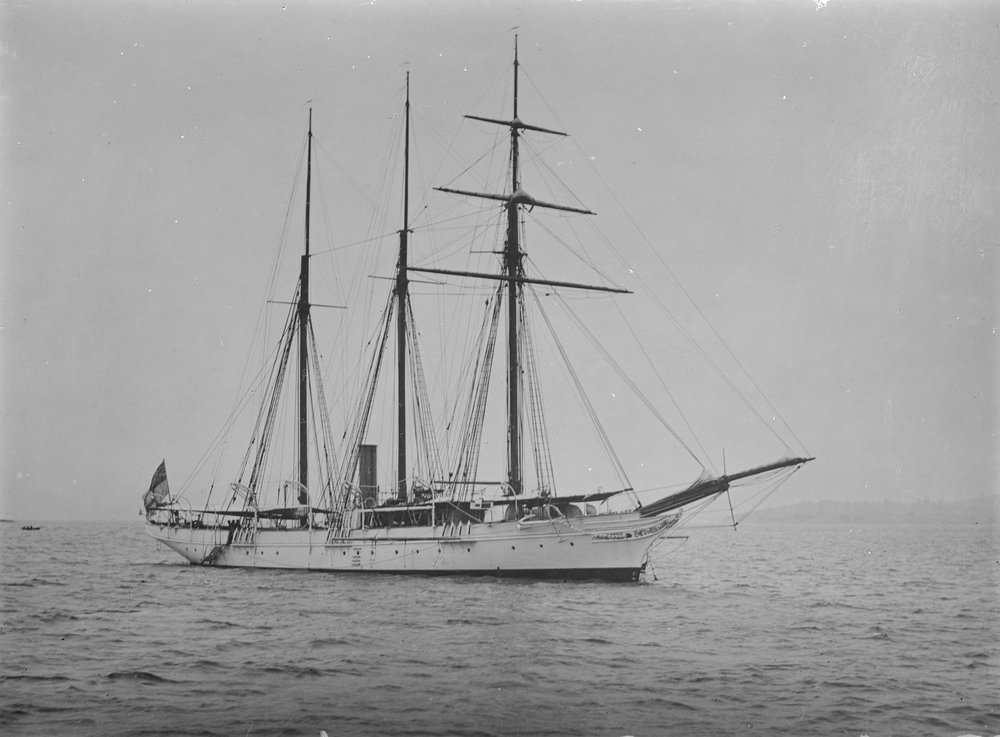
HMS Waterwitch, tàu khảo sát thủy đạc học

Thủy đạc học là ngành khoa học ứng dụng giải quyết vấn đề đo đạc và miêu tả đặc điểm vật lí của biển, đại dương, vùng duyên hải, hồ và sông, cũng như dự báo sự thay đổi của chúng theo thời gian, với mục đích cơ bản là định vị an toàn và hỗ trợ những hoạt động biển khác, bao gồm phát triển kinh tế, an ninh và phòng thủ, nghiên cứu khoa học và bảo vệ môi trường.